# Kvinnlig krigsberedskap

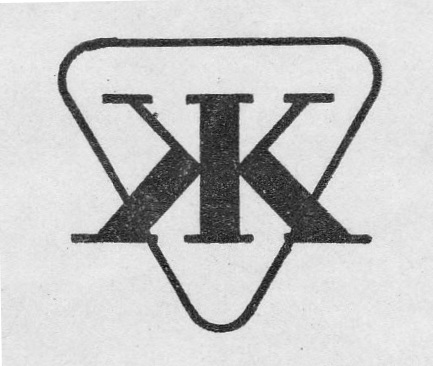
Organisationens logotyp

Kvinnlig krigsberedskap var en frivillig försvarsorganisation för kvinnor och grundades i Stockholm under första världskriget.
Organisationen hade tre huvudsyften:
- att i händelse av krig ersätta mobiliserad manlig arbetskraft
- att under fredstid förbereda kvinnor på att ta över de arbeten som utfördes av män som skulle kunna inkallas
- att lämna råd och stöd till dem som i och med att mannen i familjen inkallades blev utan försörjning

Organisationen vände sig till alla svenska kvinnor oberoende av ålder, religion eller politisk åskådning. Ett antal lokalföreningar bildades i landet. Organisationens huvudkontor låg på Munkbrogatan 2 i Stockholm.